# Pepin - Un piccolo eroe per una grande leggenda
Pepin - Un piccolo eroe per una grande leggenda (Les Mille et Une Prouesses de Pépin Troispommes) è una serie televisiva a cartoni animati prodotta nel 1999 da France 3, Canal J, Les Cartooneurs Associés e Europe Images International. La sigla è scritta da Alessandra Valeri Manera, composta da Franco Fasano ed interpretata da Cristina D'Avena con la partecipazione dello stesso cantautore ligure.

## Trama
La serie narra le avventure di Pepin Tre Mele e dei suoi amici Golosone e Pasticcione contro i malvagi Miscuglio e Perfidia.